# Міністерство оборони Великої Британії

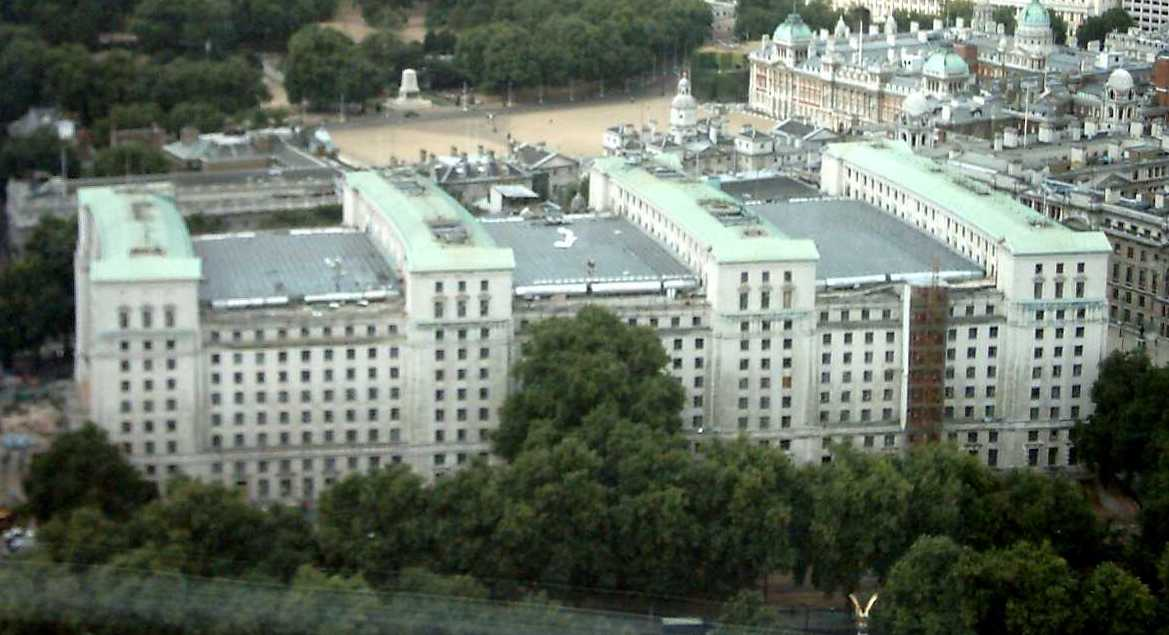
Головний будинок Міністерства оборони Великої Британії з висоти пташиного польоту

Міністе́рство оборо́ни Великої Британії (англ. Ministry of Defence (United Kingdom) (MOD) — виконавчий департамент (міністерство) в уряді Великої Британії, що відповідає за імплементацію політики оборони держави, визначеної британським урядом, та безпосереднє керівництво Збройними силами Великої Британії. Очолює міністерство Державний секретар оборони.
Міністерство оборони призначене за реалізацію завдань щодо захисту Сполученого Королівства Великої Британії та Північної Ірландії та його інтересів, а також зміцнення міжнародного миру та стабільності. З розпадом Радянського Союзу та закінченням «холодної війни» Міністерство оборони не передбачає жодної загальної загрози воєнного характеру на короткострокову перспективу. Водночас не виключаються з контролю розповсюдження зброї масового ураження, міжнародний тероризм та неспроможні держави як головні загрози інтересам Великої Британії. Міністерство оборони також здійснює безпосереднє керівництво збройними силами, планування на випадок надзвичайних або кризових ситуацій та проводить закупівлі в інтересах національної безпеки й оборони.

## Загальна структура
| Посадова особа                                                   | Посада                                     | Коло обов'язків |
| ---------------------------------------------------------------- | ------------------------------------------ | --- |
| Грант Шеппс                                                      | Державний секретар оборони                 | Загальне керівництво Міністерством; стратегічні операції та оперативна стратегія, в тому числі як член Ради національної безпеки; оборонне планування, розподіл програм та ресурсів; стратегічне міжнародне партнерство: США, Франція, Німеччина, Саудівська Аравія та Перська затока, НАТО; операції із застосуванням ядерної зброї, політика та організації; стратегічні комунікації. |
| Алекс Чок, член парламенту                                       | Державний міністр оборонних закупівель     | Складання та реалізація плану оснащення; ядерні підприємства; експортні операції у сфері оборони; інновації; оборонна наука та техніка, включаючи Оборонна науково-технічна лабораторія; інформаційні комп'ютерні технології; Управління регулювання єдиного джерела (SSRO); Нерухомість Організації оборонної інфраструктури та інвестиції; навколишнє середовище та екологічна стійкість |
| Високошляхетна баронеса Анабель Голді, заступник лейтенанта (DL) | Державний міністр оборони (без винагороди) | Корпоративне управління, включаючи програми трансформації; єдиний відомчий план, оцінка ризиків та охорона праці, безпека та охорона; відносини з ЄС; уповноважена по взаємодії з пенсіонерами вищого персоналу оборони та лідерами думок; контроль над зброєю та боротьба з його розповсюдженням, включаючи стратегічне ліцензування експорту та хімічну і біологічну зброю; Управління гідрографії Великої Британії; Програма законодавчих інструментів; урядування оборонної діяльності в Австралії, Азії та Далекому Сході; служба пожежно-рятувальної безпеки міністерства; автономне керівництво Шотландії, Уельсу та Північної Ірландії; місця корабельних аварій, музеї та спадщина; Департамент поліції міністерства; міністерська кореспонденція та оцінки якості |
| Джеймс Гіппі, член парламенту                                    | Державний міністр Збройних сил             | Операції та правова політика проведення операцій; генерація ЗС (включаючи військові навчання); політика вербування до лав ЗС та утримання військових (регулярних сил та резервів); кібербезпека; стаціонарні Об'єднані міжвидові оперативні бази; стратегія міжнародної оборонної взаємодії; урядування оборонної діяльності в Африці та Латинській Америці; безпека людини; оперативні державні запити, дізнання; робота з молоддю та кадетами; пам'ятні заходи, церемоніальні обов'язки, нагородження та протокольні заходи; розгляд судових справ |
| Ендрю Маррісон, член парламенту                                  | Міністр зі справ ветеранів                 | Політика щодо цивільного та військового персоналу, грошове забезпечення особового складу збройних сил, пенсії та компенсації, Пакт про Збройні сили; соціальне забезпечення та обслуговування; залучення громад, рівність, різноманітність та інтеграція; ветерани (включаючи переселення, переведення, оборонні благодійні організації та Комітет угод та ветеранів міністрів та Управління у справах ветеранів), проблеми зі спадщиною та непрацюючі державні запити, дізнання; психічне здоров'я та медичні послуги у сфері оборони; програма для людей (Гнучка стратегія залучення, майбутня модель проживання та підхід до працевлаштування), нерухомість, політика сімейного проживання та робота із соціальним забезпеченням. Працює з кабінетом міністрів.          |

Після завершення Другої світової війни, в період з 1946 по 1964 рік, п'ять державних департаментів виконували роботу сучасного Міністерства оборони: Адміралтейство, Воєнний офіс, Міністерство авіації, Міністерство авіаційного забезпечення та перше Міністерство оборони. Ці структури об'єдналися в 1964 році; оборонні функції Міністерства авіаційного постачання передали в Міністерство оборони в 1971 році.

## Вищі військові посади
Голова комітету начальників штабів або Начальник штабу оборони (CDS) є військовим керівником збройних сил Великої Британії та найвищим військовим радником державного секретаря з питань оборони та прем'єр-міністра.
Голова штабу має одного заступника начальника штабу оборони (VCDS), який його заміщає та відповідає за повсякденне управління справами у збройних силах через Центральний штаб, тісно співпрацюючи з постійним секретарем. Вони тісно взаємодіють з командувачами трьох британських видів Збройних сил (Королівського флоту, британської армії та Королівських ПС), а також командувача Стратегічного командування.
Разом начальники штабів утворюють комітет начальників штабів, відповідальний за надання консультацій з оперативних військових питань, підготовку та проведення військових операцій.

## Власність Міністерства оборони
Міністерство оборони — один із найбільших власників землі у Великій Британії, який у квітні 2014 року володів 227 300 гектарами землі та прибережної ділянки (вільної власності чи оренди), сумарна вартість якої становила «близько 20 млрд. фунтів стерлінгів». Міністерство оборони також має «права доступу» ще до 222 000 га. Загалом це близько 1,8 % території Об'єднаного Королівства. Загальні щорічні витрати на підтримку оборонного майна «перевищують 3,3 млрд. фунтів стерлінгів».
Оборонний земельний сектор поділяється на навчальні зони та полігони (84,0 %), території для дослідження та розробок (5,4 %), аеродроми (3,4 %), казарми та табори (2,5 %), склади та запаси (1,6 %) та інші (3,0 %). Значною мірою ними керує Організація оборонної інфраструктури.

## Головний будинок Міністерства оборони
Штаб-квартира Міністерства оборони розміщена на Вайтголлі і відома як Головний корпус Міністерства оборони. Ця структура неокласичного стилю і спочатку була побудована між 1938 і 1959 роками за проєктом Вінсента Гарріса для розміщення Міністерства повітряних перевезень та Торгової ради. У 2004 році за контрактом приватної фінансової ініціативи фірми Skanska був завершений капітальний ремонт будівлі. Північний вхід на проспект Кінної гвардії оточений двома монументальними статуями Землі та води роботи Чарльза Вілера. Навпроти стоїть монумент Гуркха, скульптор Філіп Джексон і відкритий у 1997 році королевою Єлизаветою II. Усередині комплексу розміщений меморіал Хреста Вікторії та Меморіал Хреста Георга, а неподалік знаходяться меморіали Королівським Повітряних силам та морській авіації Королівського флоту.